# Шумков, Андрей Александрович
Андре́й Алекса́ндрович Шумко́в (родился 23 января 1956 года, Ленинград) — российский генеалог и редактор. С февраля 1997 года сотрудник генеалогического издательства «ВИРД», в 1998—2007 директор и главный редактор. С 22 июля 2008 года главный редактор издательства «Старая Басманная» (г. Москва).

## Биография
Родился в семье реставраторов; его отец происходил из семьи рядовых донских казаков Федосеевской станицы. В 1974 году окончил Среднюю художественную школу имени Б. В. Иогансона при Институте живописи, скульптуры и архитектуры имени И. Е. Репина. Работал художником-оформителем, художником сцены и маляром декорационного цеха в театре имени Пушкина, затем монтировщиком сцены в других театрах Ленинграда, с 1983 года оператором газовых котельных. С 1988 года — сотрудник кооператива «Фантазия» (до 1990 года), где организовал и возглавлял швейный цех. С 1991 года редактор и издатель в области русской генеалогии.
Занятия генеалогией начал с изучения истории рода Рюриковичей, ограничившись впоследствии смоленскими и ярославскими князьями. Одновременно проводил генеалогические исследования о дворянах Псковской губернии и Области Войска Донского. Затем темы исследований расширились: некрополистика, дворянство Санкт-Петербургской губернии, дворянское законодательство и губернские дворянские книги.  
В мае 1991 года был принят в Историко-родословное общество в Москве (действительный член); в сентябре того же года — в Русское генеалогическое общество. С 2010 года сотрудничает с рядом генеалогических фирм. Консультант, редактор, исследователь в области семейной истории и генеалогии.
Женат, имеет дочь и сына, внука и внучку.

## Занимаемые посты, членство в учёных обществах
- Действительный член Историко-родословного общества в Москве (с 1991 по 1998),
- Член Русского генеалогического общества (с 1991 до 26 августа 2016 года), в течение трёх трёхлетий был членом Совета, с 2012 года до выходя из Общества — председатель Ревизионной комиссии
- Член Санкт-Петербургского научного общества историков и архивистов (c 1995 года)
- Член Совета Российской генеалогической федерации (до 2020 года)
- Член-учредитель Историко-родословного и краеведческого общества карамышеведов и карамышелюбов (28 июня 2010), ответственный редактор альманаха Общества «Карамыш»
- Главный редактор и директор "Издательства ВИРД" (1999-2008)
- Главный редактор издательства «Старая Басманная» (2008-2016).
- Ответственный редактор «Дворянского календаря: Справочной родословной книги российского дворянства», серий «Российский некрополь» и «Дворянские родословные книги Российской Империи».
- Член редколлегий журналов «Известия Русского генеалогического общества» (1994—2000 и в 2013) и «Генеалогический вестник» (2000—2002), с января 2015 — временный исполняющий обязанности главного редактора «Генеалогического вестника», с сентября 2016 — заместитель главного редактора.

## Награды
- Орден преподобного Андрея Рублёва III степени.
- Медаль Л.М. Савёлова (награда Российской генеалогической федерации).

## Публикации

### Авторские и совместные работы
- История дворянского имения в свете генеалогии владельцев 1780—1918 гг. (Сельцо Екатерининское Островского уезда)// Земля псковская, древняя и современная: Тезисы. Псков, 1992. С.38-39.
- Князья Козловские // Дворянские роды Российской империи. СПб., 1993. Т. 1. С. 238—241 (совместно с П. Х. Гребельским).
- Князья Шаховские и Шаховские-Глебовы-Стрешневы // Дворянские роды Российской империи. СПб., 1993. Т. 1. С. 257—273 (совместно с П. Х. Гребельским).
- Князья Дуловы // Дворянские роды Российской империи. СПб., 1993. Т. 1. С. 282—284 (совместно с П. Х. Гребельским и М. Ю. Катин-Ярцевым).
- Князья Кропоткины // Дворянские роды Российской империи. СПб., 1993. Т. 1. С. 241—246.
- Белорусско-литовские и польские дворяне в родословной книге Псковской губернии// Годнасьць. Минск. 1994. № 1 (2). С. 22-30; 1996. № 1 (3); 1997. № 2 (4) (совместно с А. А. Михайловым).
- О дворянстве Князевых // Историческая генеалогия. 1994. Вып. 3. С. 4; Дворянский вестник. 1995. № 9. С. 7.
- Проблемы генеалогического поиска в местных архивах в связи с изменениями административно-территориального деления (на примере Северо-Запада России)// Культурное наследие Российской эмиграции. 1917—1940. М., 1994. Кн. 1. С. 489—498.
- Рецензия: Адмиралу Ушакову посвящается// Известия Русского генеалогического общества. 1994. Вып 1. С. 95.
- Рецензия: Новая генеалогическая литература в Белоруссии// Известия Русского генеалогического общества. 1994. Вып 1. С. 95-97.
- Светлейшие князья, графы и дворяне Воронцовы, графы Воронцовы-Дашковы и светл. князья Воронцовы графы Шуваловы // Дворянские роды Российской империи. СПб., 1995. Т. 2. С. 122—129 (совместно с П. Х. Гребельским).
- Светлейшие князья, графы и дворяне Чернышёвы, графы Чернышёвы-Кругликовы и графы Чернышёвы-Безобразовы // Дворянские роды Российской империи. СПб., 1995. Т. 2. С. 185—189 (совместно с П. Х. Гребельским).
- Светлейшие князья Меншиковы и Меншиковы-Корейша // Дворянские роды Российской империи. СПб., 1995. Т. 2. С. 216—221 (совместно с П. Х. Гребельским).
- Светлейший князь Голенищев-Кутузов-Смоленский, графы и дворяне Голенищевы-Кутузовы // Дворянские роды Российской империи. СПб., 1995. Т. 2. С. 129—141.
- Рецензия: Генеалогия в первом томе энциклопедии. «Отечественная история»// Известия Русского генеалогического общества. 1994. Вып 2. С. 69-73 (совместно с В. Н. Рыхляковым).
- Интересный генеалогический источник // Известия Русского генеалогического общества. Вып. 3. С. 31-32.
- Новые данные о киевских архивах // Известия Русского генеалогического общества. Вып. 3. С. 82-84.
- Конференция Санкт-Петербургского научного общества историков и архивистов // Известия Русского генеалогического общества. Вып. 3. С. 113—114.
- Род Голенищевых-Кутузовых: Буклет-плакат. М., 95.
- Генеалогические чтения в Киеве // Дворянский вестник. 1995. № 7-8. С. 9.
- Дубровины // Отечественная генеалогия: Энциклопедия. М., 1996. Т. 2. С. 93.
- Елагины // Отечественная генеалогия: Энциклопедия. М., 1996. Т. 2. С. 136—137.
- Еропкины // Отечественная генеалогия: Энциклопедия. М., 1996. Т. 2. С. 158—159.
- Зеленые // Отечественная генеалогия: Энциклопедия. М., 1996. Т. 2. С. 243.
- Княжевичи // Отечественная генеалогия: Энциклопедия. М., 1996. Т. 2. С. 600.
- Княжнины // Отечественная генеалогия: Энциклопедия. М., 1996. Т. 2. С. 601.
- О происхождении Ильи Новицкого. Дополнения и поправки к росписям П. В. Новицкого и Б. Л. Модзалевского// Українська генеалогія: теорія, методологія, історія та практика. Київ, 1996 °C. 134—143.
- Еще один интересный генеалогический источник // Известия Русского генеалогического общества. 1996. Вып 5. С. 36-38.
- Князья Дондуковы, Дондуковы-Корсаковы и Дондуковы-Изъединовы // Дворянские роды Российской империи. М., 1996. Т. 3. С. 205—208.
- Господари, князья и дворяне Маврокордато // Дворянские роды Российской империи. М., 1996. Т. 3. С. 228—230 (совместно с П. Х. Гребельским и С. В. Думиным).
- Арцишевские // Дворянский календарь. СПб., 1996. Тетр. 1.
- Князья Апакидзе // // Дворянский календарь. СПб., 1996. Тетр. 1. С. 17-24 (совместно с кн. Г. А. Апакидзе).
- Валуевы // Дворянский календарь. СПб., 1996. Тетр. 1.
- Васильевы // Дворянский календарь. СПб., 1996. Тетр. 1.
- Вельяминовы // Дворянский календарь. СПб., 1996. Тетр. 1.
- Витвинские // Дворянский календарь. СПб., 1996. Тетр. 1.
- Князья Гедройцы // Дворянский календарь. СПб., 1996. Тетр. 1.
- Глинки // Дворянский календарь. СПб., 1996. Тетр. 1. С. 56-61 (совместно с М. С. Глинкой).
- Рышковы // Дворянский календарь. СПб., 1996. Тетр. 1.
- Шагубатовы // Дворянский календарь. СПб., 1996. Тетр. 1.
- Бароны фон Шлиппенбахи// Дворянский календарь. СПб., 1996. Тетр. 1. С. 91-98 (совместно с М. Ю. Катин-Ярцевым).
- Супруги Поляковы // Российские могилы на римском кладбище Verano. СПб., 1996. С. 25-29 (совместно с В. Гасперович).
- Familie von Schilder in Russland// Hoheisel A. Das Geschlecht Schilder in Libau, Riga und Russland. Baltische Ahnen und Stammtafeln. Sonderheft. Koeln, 1996. Nr. 17. S. 19-29 (совместно с Э. Амбургером и М. Катин-Ярцевым).
- Драке // Дворянский календарь. СПб., 1997. Тетр. 2. С. 33-36.
- Люба // Дворянский календарь. СПб., 1997. Тетр. 2.
- Михайловы // Дворянский календарь. СПб., 1997. Тетр. 2.
- Модзалевские // Дворянский календарь. СПб., 1997. Тетр. 2. С. 61-68 (совместно с Н. Л. Модзалевским).
- Князья Путятины // Дворянский календарь. СПб., 1997. Тетр. 2. С. 76-84 (совместно с А. В. Маштафаровым).
- Шильдеры // Дворянский календарь. СПб., 1997. Тетр. 2. С. 92-106.
- Descendance du général de Jomini/потомство генерала Жомини. Paris, 1997. 168 c. (совместно с И. И. Грезиным).
- Лялины // Дворянский календарь. СПб., 1997. Тетр. 3. С. 77-81.
- Александровы // Дворянский календарь. СПб., 1997. Тетр. 3. С. 16-23 (совместно с А. Е. Медведевой).
- Бутеневы и графы Хрептовичи-Бутеневы // Дворянский календарь. СПб., 1997. Тетр. 3. С. 24-35 (совместно с И. И. Грезиным).
- Князья Гагарины // Дворянский календарь. СПб., 1997. Тетр. 4. С. 25-40 (совместно с А. П. Гагариным).
- Искрицкие // Дворянский календарь. СПб., 1997. Тетр. 4. С. 50-55.
- Лавриновские // Дворянский календарь. СПб., 1997. Тетр. 4. С. 58-61 (совместно с М. А. Филипповой).
- Марченко // Дворянский календарь. СПб., 1997. Тетр. 4. С. 62-65.
- Лавриновские: Дворяне Псковской губернии. — СПб., 98 (совместно с Н. Ф. Левиным и М. А. Филипповой). — 52 c.
- Князья Кавкасидзевы (Кавкасидзе)// Дворянские роды Российской империи. М., 1998. Т. 4. С. 157—159 (совместно с С. В. Думиным).
- Князья Церетелевы (Цертелевы)// Дворянские роды Российской империи. М., 1998. Т. 4. С. 232—234 (совместно с С. В. Думиным и М. Ю. Катин-Ярцевым).
- Левковичи// Дворянский календарь. СПб., 1998. Тетр. 5. С. 67-69.
- Стеблин-Каменские // Дворянский календарь. СПб., 1998. Тетр. 5. С. 99-108 (совместно с И. М. Стеблин-Каменским).
- Родовая геральдика в современной России: её понимание и отражение «Дворянским календарём»// Совещание по вопросам личной (родовой) геральдики в России. СПб., 1999. С. 30-35.
- Себряковы. СПб., 1999. 56 c.
- Кузминские // Дворянский календарь. СПб., 1999. Тетр. 6. С. 35-42.
- Данзасы // Дворянский календарь. СПб., 1999. Тетр. 6. С. 19-34 (совместно с П. Я. Данзасом).
- Матвеевы // Дворянский календарь. СПб., 1999. Тетр. 6. С. 43-45 (совместно с М. Ю. Катин-Ярцевым).
- Шидловские // Дворянский календарь. СПб., 1999. Тетр. 6. С. 91-124; Тетр. 7. С. 91-124 (совместно с А. Н. Акиньшиным).
- Новицкие: Дворяне Псковской губернии. СПб. 1999. 32 c.
- Ивановы // Дворянский календарь. СПб., 1999. Тетр. 7. С. 70-73.
- Шванебахи// Дворянский календарь. СПб., 1999. Тетр. 7. С. 110—118.
- Вяземские // Дворянский календарь. СПб., 1999. Тетр. 7. С. 16-30 (совместно с В. Б. Колокольцовым).
- Григораши// Дворянский календарь. СПб., 1999. Тетр. 7. С. 31-38 (совместно с О. В. Щербачевым).
- Тестаччо. Некатолическое кладбище для иностранцев в Риме: Алфавитный список русских захоронений (Российский некрополь. Выпуск 6). СПб., 1999. 160 с (совместно с В. Гасперович, М. Ю. Катин-Ярцевым, М. Г. Талалаем).
- Крекшины // Отечественная генеалогия: Энциклопедия. М., 2000. Т. 3. С. 107.
- Корши// Отечественная генеалогия: Энциклопедия. М., 2000. Т. 3. С. 67.
- Коновницын Эммануил Иванович, граф (совместно с Ю. И. Кирьяновым)// Отечественная генеалогия: Энциклопедия. М., 2000. Т. 3. С. 11, 12.
- Коновницыны (совместно с А. К. Нарышкиным)// Отечественная генеалогия: Энциклопедия. М., 2000. Т. 3. С. 12, 13.
- Кропоткины, князья (совместно с Б. И. Юрьевым)// Отечественная генеалогия: Энциклопедия. М., 2000. Т. 3. С. 163—164.
- Кульневы // Отечественная генеалогия: Энциклопедия. М., 2000. Т. 3. С. 206.
- Куропаткины // Отечественная генеалогия: Энциклопедия. М., 2000. Т. 3. С. 231.
- Князья Шаховские // Дворянская семья: Из истории дворянских фамилий России/Сост. и научн. ред. В. П. Старк. СПб., 2000. С. 209—218.
- Графы и дворяне Голенищевы-Кутузовы // Дворянская семья: Из истории дворянских фамилий России/ Сост. и научн. ред. В. П. Старк. СПб., 2000. С. 67-74.
- Фон Герсдорфы // Дворянский календарь. СПб., 2000. Тетр. 8. С. 17-32.
- Мейнарды // Дворянский календарь. СПб., 2000. Тетр. 8. С. 41-43.
- Рейслеры // Дворянский календарь. СПб., 2000. Тетр. 8. С. 84-89.
- Краткое пособие для описывающих русские некрополи за рубежом (Российский некрополь. Выпуск 7). СПб., 2000. 12 с (совместно с И. И. Грезиным).
- Священицьлi коренi родини Стеблін-Камінських // 2000-ліття християнства — славна віха в iсторiï людства: Матеріали науковых читань 4 січня 2000 р. Полтава, 2000. С 68-72. (вместе с В. Коротенко).
- Структура государственного управления Российской Империи и фонды центральных и местных архивов РФ, стран СНГ и Балтии в свете генеалогических исследований // Актуальные проблемы и источники по истории Северных стран и их связей с северо-западным регионом России. СПб., 2001. С. 136—139.
- Kronstadtissa vuosina 1905—1918 kuolleita suomalaisia // Genos. 2001. № 2. S. 94-96.
- Варпаховские // Дворянский календарь. Тетр. 9. СПб., 2001. С. 17-24 (вместе с А. А. Лукьяновым).
- Дягилевы // Дворянский календарь. Тетр. 9. СПб., 2001. С. 55-68 (с В. В. Дягилевым).
- Кинареевы // Дворянский календарь. Тетр. 9. СПб., 2001. С. 78-82.
- Мордвиновы // Дворянский календарь. Тетр. 9. СПб., 2001. С. 83-88 (вместе с Д. А. Пановым).
- Свечниковы // Дворянский календарь. Тетр. 9. СПб., 2001. С. 108—114.
- Шидловские Воронежской губернии (Отд. оттиск из 6-й тетради «Дворянского кален-даря» в редакции 2002 года). СПб., 2002. 52. с. (вместе с А. Н. Акиньшиным).
- Биографика и генеалогия: Вопросы соотношения // Источниковедческие и методологические проблемы биографических исследований: Сборник материалов научно-практического семинара. СПб., 2002. С. 58-62.
- Минское военное кладбище: Захоронения дореволюционного периода (сохранившиеся к настоящему времени) (серия «Российский некрополь». Вып. 10). СПб., 2002. 32 с.
- Курские купцы Голиковы: От монастырских бобылей до потомственных дворян. Материалы к истории и генеалогии рода. СПб., 2003. 104 с. (вместе с А. В. Зориным, М. Д. Карпачёвым, В. А. Могильниковым, М. А. Филипповой).
- Дическулы // Дворянский календарь. Тетр. 10. СПб., 2003. С. 17-26 (вместе с Т. Ю. Силуяновой).
- Карамзины // Дворянский календарь. Тетр. 10. СПб., 2003. С. 27-40.
- Новицкие // Дворянский календарь. Тетр. 10. СПб., 2003. С. 69-78.
- Ридигеры // Дворянский календарь. Тетр. 10. СПб., 2003. С. 84-99 (вместе с В. К. ф. Беренсом, М. Ю. Катин-Ярцевым).
- Георгий Александрович Новосильцев — представитель купеческого рода // Курский край. 2003. № 3-4 (35-36). С. 55-57.
- Богомольцы (Витебской губернии) // Дворянский календарь. Тетр. 11. СПб., 2003. С. 17-43 (вместе с В. Н. Веревкиным-Шелюто).
- Богомольцы (Черниговской губернии) // Дворянский календарь. Тетр. 11. СПб., 2003. С. 44-63 (вместе с С. В. Думиным и В. В. Томазовым).
- Князья Гагарины (потомство кн. Евгения Григорьевича) // Дворянский календарь. Тетр. 11. СПб., 2003. С. 64-74 (вместе с кн. А. П. Гагариным).
- Ласунские // Дворянский календарь. Тетр. 11. СПб., 2003. С. 79-88 (вместе с О. Г. Ласунским).
- Менглеты // Дворянский календарь. Тетр. 11. СПб., 2003. С. 103—109 (вместе с А. Н. Акиньшиным).
- Патоны // Дворянский календарь. Тетр. 11. СПб., 2003. С. 129—138 (вместе с В. В. Томазовым).
- Раевские // Дворянский календарь. Тетр. 11. СПб., 2003. С. 139—147.
- Эрцен-Глероны // Дворянский календарь. Тетр. 11. СПб., 2003. С. 148—152 (вместе с В. В. Томазовым).
- Ковалевские (Шевердыковичи-Ковалевские герба Прус III): Материалы к генеалогии и истории рода, собранные Е. В. Лебеденко при участии В. Н. Веревкина-Шелюто и А. А. Шумкова. СПб., 2003. 96 с., илл. (вместе с Е. В. Лебеденко и В. Н. Веревкиным-Шелюто).
- Рыльские купцы Фолимоновы: материалы к социальной истории рода // Курский край. № 18 (50): Малоизвестные страницы истории Курского края. Ч. II. Курск, 2003. С. 32-50.
- Спасские: Материалы к истории священнического рода // События и люди в документах курских архивов. Вып. 3. Курск, 2004. С. 65-77.
- Издательская деятельность генеалогических обществ Российской Федерации // Генеалогия Юга России: история и современность. Материалы Всероссийской научной конференции (25-27 июня 2004 г.) / Ответственный за выпуск А. А. Максидов. Нальчик, 2004. С. 131—142.
- Псковские Чихачевы: материалы к родословной // Псковский букет: альманах. Вып. 2 (5). Псковичи в Петербурге, 2004. С. 25-58.
- Смешанная восходящая родословная Григория Михайловича Колотило и Смешанная нисходящая родословная Григория Михайловича Колотило // Старший механик Григорий Михайлович Колотило (К 75-летию со дня рождения) / Ред. Л. Г. Колотило. СПб., 2004. С. 6, 67-108.
- Соавторы Н. Ф. Иконникова по изданию «La Noblesse de Russie» // Генеалогический вестник. Вып. 20. 2004. 13-19 (вместе с И. И. Грезиным).
- Корши // Немцы России: Энциклопедия. Т. 2 (К-О). М., 2004. С. 202. (вместе с Т. Исмагуловой).
- Стеблин-Каменские: Опыт историко-генеалогического исследования / Научн.ред. В. Н. Веревкин-Шелюта. СПб.: ВИРД, 2005 (совместно с В. В. Коротенко, И. М. Стеблин-Каменским).
- Исаевичи // Дворянский календарь. Тетр. 12. СПб., 2005. С. 131—145.
- Молявко-Высоцкие // Дворянский календарь. Тетр. 12. СПб., 2005. С. 146—152 (вместе с Е. П. Высоцкой).
- Что помнил дворянин Алексей Карцов о времени рождения своих детей и была ли у него дочь Анна? // Известия Русского генеалогического общества. Вып. 16. СПб., 2005. С. 32-34.
- О некоторых путях приобретения потомственного дворянства // Союз Дворян. № 94. Париж, 2005. С. 24-25.
- Великолуцкий век Кужелевых // Псковский букет: Альманах. Вып. 6 (9). Псковичи в Петербурге, 2006. С. 24-51.
- Зощенко в Сибири // Шестые Тюменские родословные чтения; Материалы тезисов и докладов / Ред. А. И. Баикина. Тюмень, 2006. С. 158—161.
- Моллеры (Нарва) // Балтика. 2006. № 1. С. 207—221 (в соавторстве с И. Г. Рыклис).
- О дате рождения Н. Ф. Иконникова // Генеалогический вестник. 2006. № 26. С. 72-74.
- Иващенко // Дворянский календарь. Тетр. 13. СПб.: Издательство ВИРД, 2006. С. 23-45 (в соавторстве с А. Н. Козловым, А. А. Лукьяновым, В. В. Томазовым, В. В. Фортунатто).
- Владимир Кириллович фон Беренс // Генеалогический вестник. Вып. 27. СПб., 2006. С. 96-100 (в соавторстве с М. Ю. Катин-Ярцевым); это же опубликовано под заголовком «Памяти отца Владимира фон Беренса» в кн.: о. Владимир Беренс. Беренсы и фон Беренсы. СПб., 2006. С. 31-35.
- Сказание о старинном сибирском роде Кошкаровых… СПб., 2006. 712 с., ил.
- Родовой состав Псковского дворянства в XVIII — начале XX в. // Дворянские роды Псковской губернии (Материалы I областной научно-практической краеведческой конференции) / Сост. Е. Г. Киселева, отв. выпускающий В. И. Павлова. Псков, 2007. С. 17-46 (в соавторстве с О. М. Карамышевым).
- Документальные материалы государственных архивов Российской Федерации как единый информационный комплекс по генеалогии псковичей (к вопросу о межархивных тематических указателях) // Материалы первых архивных чтений: 27-28 ноября 2006 года. Псков, 2007. С. 66-76.
- Голенищевы-Кутузовы // Большая Российская энциклопедия. Т. 7: Гермафродит — Григорьев. М., 2007. С. 311—313 (с А. П. Пятновым).
- Дондуковы-Корсаковы // Большая Российская энциклопедия. Т. 9: Динамика атмосферы — железнодорожный узел. М., 2007. С. 263—264.
- Сказание о Кошкаровых и Захаровых из старинного сибирского Демьянского яма, что на реке Иртыше… СПб., 2007. 824 с., ил.
- Материалы к родословной потомков священнослужителя Казмы — Казминых, Куйманских и Архангельских, священно и церковнослужителей Тамбовской епархии с прибавлением кратких историко-краеведческих сведений // Записки Липецкого областного краеведческого общества. Вып. VI. Липецк, 2007. С. 256—272.
- Финляндское дворянство в Российской Империи // Бюллетень Санкт-Петербургского дворянского собрания. СПб., 2008. № 5. С. 9-12.
- Священномученик Иосиф убиенный, митрополит Астраханский и Терский, и его святыни. СПб.: НП-Принт, 2008.
- Анисимовы: Сказание о роде Бронниковых и Анисимовых. СПб.: Анатолия, 2008.
- Порховский дворянин Борис Гаврилович Ласкин и его род // IX Краеведческие чтения: Порхов: Материалы научной конференции 28-30 сентября 2007 г. Псков, 2008. С. 146—156.
- Варпаховские // ДК. Тетрадь 14. М.: «Старая Басманная», 2008. С. 99-133 (вместе с А. А. Лукьяновым и Т. С. Толчевой).
- Витвинские // ДК. Тетрадь 14. М.: «Старая Басманная», 2008. С. 114—117.
- Ждановы // ДК. Тетрадь 14. М.: «Старая Басманная», 2008. С. 126—130.
- Мещерские // ДК. Тетрадь 14. М.: «Старая Басманная». 2008. С. 163—174 (вместе с О. В. Щербачевым).
- Бароны ф. Симолины (Псковская ветвь) // ДК. Тетрадь 14. М.: «Старая Басманная», 2008. С. 203—209 (вместе с бар. А. В. Симолиным).
- Смысловские // ДК. Тетрадь 14. М.: «Старая Басманная», 2008. С. 210—224 (вместе с А. А. Лукьяновым и В. К. Смысловским).
- Шванебахи // ДК. Тетрадь 14. М.: Старая Басманная", 2008. С. 225—249 (вместе с Е. В. Смеловой).
- Фонды дворянских учреждений Подольской губернии (дворянские архивы) // Бюллетень Санкт-Петербургского дворянского собрания. 2008. № 6. С. 14-19.
- Обзор материалов гдовских уездных учреждений дореволюционного периода в Центральном государственном историческом архиве Санкт-Петербурга // Материалы Вторых Псковских архивных чтений 29-30 октября 2007 года. Псков, 2008. С. 51-63.
- Александро-Свирский монастырь: История советского периода в документах. 1917—1997. Некрополь Александро-Свирского монастыря // Соловьева И. Д. Свято-Троицкий Александро-Свирский монастырь: Художественное наследие и историческая летопись. СПб.: НП-Принт, 2008. С. 275—323.
- Графы и дворяне Апраксины // Дворянские роды Российской Империи. Т. V. Лос-Анджелес, 2008. С. 39-52 (вместе с П. Х. Гребельским).
- Поляковы: Некоторые вопросы генеалогии рода и сословного статуса // Новые исследования по еврейской истории: Материалы XIX Международной ежегодной конференции по иудаике. Том III. М.: Центр «Сэфер», 2012. С. 189—217 (вместе с И. Г. Рыклис).
- Бибиковы // ДК. Тетрадь 17. М.: «Старая Басманная», 2013. С. 18-39 (Вместе с В. Б. Беляковой и А. А. Любимовым).
- Михалковы // ДК. Тетрадь 17. М.: «Старая Басманная», 2013. С. 179—196.
- Бароны Фредериксы и бароны Маразли-Фредериксы // ДК. Тетрадь 17. М.: «Старая Басманная», 2013. С. 197—206 (вместе с И. А. Анисимовой и С. Г. Решетовым).
- Библиография архангельской генеалогии последнего десятилетия // Генеалогический вестник. Санкт-Петербург, 2022. Выпуск 67. С. 117-125.

### Составитель и публикатор
- Алфавитный указатель монографий, вошедших во второе издание «Дворянства России» Н. Ф. Иконникова. Формулярный список Н. Ф. Иконникова// Известия Русского генеалогического общества. 1995. Вып. 4. С. 62-66.
- Архивы отделов записи актов гражданского состояния (ЗАГС)// Известия Русского генеалогического общества. 1998. Вып 9. С. 80-85.
- Алфавитный список донских дворянских фамилий. СПб., 2000. 44 с (при участии И. Г. Рыклис).
- Санкт-Петербургская дворянская родословная книга. СПб., 2000-…. (совместно с И. А. Анисимовой, И. Г. Рыклис и др.).
- Алфавит донских дворянских родов. А-В. СПб., 2001. 52 с. (вместе с С. Н. Борисенко).
- Инженер К. И. Шестаков на Московско-Нижегородской железной дороге (1867—1875) // История в лицах: Выдающиеся уроженцы и деятели Владимирского края (Рождественский сборник. Вып. X: Материалы конференции. Ковров, 2003. С. 35-39.
- Документы Свято-Троицкого Александра Свирского монастыря в архивах и рукописных собраниях: Реестр. СПб., 2005. 840 с.
- Путеводители и указатели архивов России, вышедшие в свет в 2000—2008 годах // Генеалогический вестник. Вып. 34. СПб., 2008. С. 79-89.
- Члены Российских генеалогических обществ: Справочник. Составлено на 1 июня 2009 года. М.: «Старая Басманная», 2009 (совместно с Д. П. Шпиленко).
- Члены Российских генеалогических обществ: Справочник. Составлено на 1 июня 2011 года. М.: «Старая Басманная», 2011 (совместно с Д. П. Шпиленко).

### Редактор
- Модзалевский Л. Б., Модзалевский Н. П. Граве. Материалы к родословию потомства Христиана Граве. СПб., 1997. 68 c.
- Корягин С. В., Секретев К. М. Секретевы и Коньковы. СПб., 1998. 72 c.
- Корягин С. В. Миллеры. Материалы к истории и генеалогии донского рода. СПб., 1998. 63 c. (совместно с В. Н. Королевым).
- Рыхляков В. Н. Фенины. СПб., 1999. 104 c.
- Талалай М. Г. Русские захоронения на военном кладбище Зейтинлик в Салониках. СПб., 1999. 16 c.
- Денисов А. К. Записки донского атамана/ Лит. обр. А. П. Чеботарева, предисл. и аннот. указ. В. Т. Новиков. СПб. 2000. 254 c.
- Дворянский календарь: Справочная родословная книга российского дворянства. Тетради 1-13. СПб., 1996—2006. Тетради 14-… М.: «Старая Басманная»,2008-… (ответственный редактор).
- Серия «Российский некрополь». С 1996 года. СПб.: Издательство ВИРД; с 2008 года — М.:"Старая Басманная".
- В. Г. Мерковский. Костромские дворяне Марины. СПб., 2001. 160 с.
- Дворянские родословные книги: история и современные проблемы. Материалы Шестого научного семинара. 25 мая 2001 г. СПб., 2001. 47 с.
- В. Г. Мерковский. Родословные перекрестки: крестьяне, мещане, купцы, казаки и дворяне. СПб., 2001. 335 с.
- Л. Т. Пекишева, А. П. Пекишев. Крестьянская родня Михайлы Ломоносова. СПб., 2001. 152 с.
- Дивный И. В. Страницы военного некрополя старой Одессы: Биографический справочник. Книга третья. Серия «Некрополистика в Украине». Вып. 1 (6). Киев, 2001. 128 с.
- Беляков В. В. Российский некрополь в Египте (серия «Российский некрополь». Вып. 11). М., 2001. 56 с.
- Гафифуллин Р. Р. Костюмированный бал в Зимнем дворце. Т. 2: Альбом с фотографиями и биографическими статьями. М., 2003. 462 с. (вместе с М. Ю. Катин-Ярцевым).
- В. Л. Модзалевский. Малороссийский родословник. Том V / Подготовка текста В. В. Томазова. Выпуск 3. 2004. 80 с. 60×84/8, обложка (рус. и укр. яз.).
- В. Л. Модзалевский. Малороссийский родословник. Том V / Подготовка текста В. В. Томазова. Выпуск 4. 2004. 80 с. 60×84/8, обложка (рус. и укр. яз.).
- В. Л. Модзалевский. Малороссийский родословник. Том V / Подготовка текста В. В. Томазова. Выпуск 5. 2004. 80 с. 60×84/8, обложка (рус. и укр. яз.).
- Лукомский В. К., Тройницкий С. Н. Перечень родам и лицам, гербы которых утверждены или пожалованы Российским Монархами, а также утверждены Правительствующим Сенатом Временного Правительства России. СПб.: Издательство ВИРД, 2004. 192 с. (вместе с Е. А. Агафоновой и С. О. Экземпляровым).
- Благово Н. В. Шесть столетий рода Благово (серия «Свод поколенных росписей» Выпуск 6). СПб.: Издательство ВИРД, 2007. 208 с., ил. (в соавторстве с Ю. Н. Полянской, В. Н. Рыхляковым, И. В. Сахаровым, О. В. Щербачевым).
- Талалай М. Г. Некрополь Свято-Андреевского скита на Афоне (Серия «Российский некрополь». Вып. 15). СПб.: Издательство ВИРД, 2006. 104 с., ил.(с А. В. Берташем).
- Приемский Д. Г. Род Приемских и его время. СПб.: ТИД «ВИРД», 2008.
- Коковин Н. Н. Кинешемские купцы Коковины и их родственное окружение (очерки, рассказы). М.: «Старая Басманная», 2010.
- Карамыш: Краеведческий и исторический альманах. М.: «Старая Басманная». с 2012 года (ответственный редактор).
- Серия « Дворянские родословные книги Российской Империи». М.: «Старая Басманная». С 2013 года.